# NOGIBINGO!
『NOGIBINGO!』（ノギビンゴ）は、2013年から2018年まで日本テレビなどで放送されていた乃木坂46の深夜バラエティ番組シリーズ。

## 概要
当初、日本テレビと福岡放送によって、2013年7月3日から3か月間『乃木坂46×HKT48 冠番組バトル!』（のぎざかフォーティーシックス×エイチケーティーフォーティーエイト かんむりばんぐみバトル）というテレビ番組の企画として放送されていたが、2014年1月11日から『NOGIBINGO!2』として単独番組化された。
シリーズとしては2018年の『NOGIBINGO!10』まで10番組が制作されているが、2019年9月に『NOGIBINGO!』シリーズの本家とも言える番組『AKBINGO!』が終了して以降は新たなシリーズは製作されておらず、同年10月からは同局で乃木坂46の新たなバラエティ番組『乃木坂どこへ』が放送されている。

## NOGIBINGO!
『NOGIBINGO!』は「AKB48が『AKBINGO!』でやってきたことと全く同じことをやったら、乃木坂46は国民的アイドルグループになることができるのか」を検証する番組である。『AKBINGO!』の収録で実際に使用されているスタジオ及びセットを使用している。2014年1月11日から単独番組『NOGIBINGO!2』として毎週土曜日1:58 - 2:28に新シリーズが放送された。

### 出演者
- イジリー岡田（司会）[5]
- 乃木坂46
  - 1期生：秋元真夏、生田絵梨花、生駒里奈、市來玲奈、伊藤寧々、伊藤万理華、井上小百合、衛藤美彩、柏幸奈、川後陽菜、川村真洋、齋藤飛鳥、斎藤ちはる、斉藤優里、桜井玲香、白石麻衣、高山一実、永島聖羅、中田花奈、中元日芽香、西野七瀬、能條愛未、畠中清羅、橋本奈々未、樋口日奈、深川麻衣、星野みなみ、松村沙友理、宮澤成良、大和里菜、若月佑美、和田まあや[注 1]

## NOGIBINGO!2
『NOGIBINGO!2』（ノギビンゴ ツー）は、2014年1月11日から2014年3月29日の土曜日1時58分から2時28分（金曜日深夜）に日本テレビで放送されていたバラエティ番組。
『NOGIBINGO!2』はAKB48に追いつくために『AKBINGO!』と同じ企画に挑戦した前作と異なり「AKB48を追い越す」ことをコンセプトに企画された番組である。女子力、演技力、トーク力、さまざまなジャンルの「○○力」を磨き、アイドルとしてステップアップを目指す。

### 出演者
レギュラー
- MC[8]
  - イジリー岡田[8]
- 乃木坂46（太字表記されているメンバーはオープニング映像に登場、また1回の企画に付き出演メンバーはシーズン1と同じ概ね20名前後）[9]
  - 1期生：秋元真夏、生田絵梨花、生駒里奈、伊藤寧々、伊藤万理華、井上小百合、衛藤美彩、川後陽菜、川村真洋、齋藤飛鳥、斎藤ちはる、斉藤優里、桜井玲香、白石麻衣、高山一実、永島聖羅、中田花奈、中元日芽香、西野七瀬、能條愛未、畠中清羅、橋本奈々未、樋口日奈、深川麻衣、星野みなみ、松村沙友理、大和里菜、若月佑美、和田まあや[8]
  - 2期生：伊藤かりん、伊藤純奈、北野日奈子、佐々木琴子、新内眞衣、鈴木絢音、寺田蘭世、堀未央奈、西川七海、矢田里沙子、山崎怜奈、米徳京花、渡辺みり愛[9]

ゲスト
- 菅谷大介（日本テレビアナウンサー） - 第1回放送分天の声。
- 野中佐紀子（乃木坂46チーフマネージャー）
- 髙山善廣（プロレスラー） - 第5回・第6回の「1期生vs2期生 リベンジバトル!」に2期生チームの助っ人として出演[9]。

### 放送日程
| 回 | 放送日         | 放送内容                                                                                                   |
| -- | -------------- | --- |
| 1  | 2014年 1月11日 | 緊急検証! 乃木坂46はNOGIBINGO!に愛はあるのか?                                                              |
| 2  | 1月18日        | 乃木坂46 1期生vs2期生 ガチンコ三番勝負                                                                     |
| 3  | 1月25日        | あなたのムフフ叶えます 妄想リクエスト!!                                                                    |
| 4  | 2月1日         | メンバー撮影の実家映像 完全流出! 「実家デミー賞」                                                          |
| 5  | 2月8日         | 1期生vs2期生 リベンジバトル! 前編                                                                          |
| 6  | 2月15日        | 1期生vs2期生 リベンジバトル! 後編 2期生よビビってどうする! 1期生と距離を縮めて 仲良くなろうチャレンジ 前編 |
| 7  | 2月22日        | 2期生よビビってどうする! 1期生と距離を縮めて 仲良くなろうチャレンジ 後編                                   |
| 8  | 3月1日         | 雪山バトル三番勝負!!                                                                                       |
| 9  | 3月8日         | あなたのムフフ叶えます 妄想リクエスト!! スキー場SP                                                         |
| 10 | 3月15日        | 乃木坂46だったら 全員正解当たり前クイズ                                                                    |
| 11 | 3月22日        | 胸キュンバトルレース                                                                                       |
| 12 | 3月29日        | The letter Song 手紙と歌で伝える感謝の気持ち                                                               |

### スタッフ
- 企画プロデュース：秋元康[10]
- 企画協力：窪田康志（AKS）・佐野裕一（田辺音楽出版）[9]
- ナレーション：山崎岳彦[9]
- 天の声：菅谷大介（日本テレビアナウンサー）[9]
- 構成：大井洋一、桝本壮志、松林健、オクショウ[10]
- TM：木村博靖[9]
- SW：村上和正[9]
- カメラ：津野祐一[9]
- 音声：宮内貞[9]
- VE：飯島友美[9]
- LD：高橋正彦[9]
- 美術プロデューサー：大川朋子[9]
- デザイン：波多野真理[9]
- 美術制作：栗原和也[9]
- 大道具：石川悟・松浦修[9]
- 小道具：伊沢英樹[9]
- 衣装：栗田佐智子[9]
- メイク：奥松かつら[9]
- 編集：山野井太郎・杉本啓二（読売映像）[9]
- MA：梶山恭一[9]
- CG：岩澤新平[9]
- タイトルロゴ：森山ヒロカズ（森三平）[9]
- 音功：岡田淳一[9]
- TK：山沢啓子・竹島裕子[9]
- 編成企画：植野浩之[9]
- 編成：小林将高[9]
- 宣伝：鎌田淳平[9]
- コンテンツ：渡部智明[9]
- 「NOGIBINGO!2」製作委員会：藤川和彦・月成大地・篠田大暢・堀越大[9]
- AP：橋本早世[9]
- デスク：富重裕子[9]
- AD：川香織・大山藍・吉田達也・中良行[9]
- ディレクター：八島崇行・梶山飛博・小嶋智仁[9]
- 演出：内田秀実、藤井良記[10]
- プロデューサー：毛利忍、齋藤匠、渡邊崇士[10]
- 統括プロデューサー：森實陽三[10]
- チーフプロデューサー：福田博之[10]
- 企画制作：日本テレビ[10]
- 制作協力：acro[10]
- 製作著作：「NOGIBINGO!2」製作委員会（D.N.ドリームパートナーズ・VAP）[10]

## NOGIBINGO!3
『NOGIBINGO!3』（ノギビンゴ スリー）は、2014年10月7日から12月23日の火曜日1時29分から1時58分（月曜日深夜）に日本テレビで放送されていたバラエティ番組。
『NOGIBINGO!3』は「AKB48越え!」をコンセプトに前作よりも更にパワーアップした企画やロケに挑戦し、真の国民的アイドルを目指す番組である。シーズン1、シーズン2放送時のオープニング映像には、放送当時のシングル選抜が登場していたが、シーズン3については正規メンバー33名全員が登場した。
2期生(いずれも当時研究生)の内、伊藤純奈、相楽伊織、鈴木絢音、山崎怜奈の4人は出演無しとなっている。

### 出演者
レギュラー
- MC[13]
  - イジリー岡田[13]
- 乃木坂46[13]
  - 1期生：秋元真夏、生田絵梨花、生駒里奈（当時AKB48チームB兼任）、伊藤万理華、井上小百合、衛藤美彩、川後陽菜、川村真洋、齋藤飛鳥、斎藤ちはる、斉藤優里、桜井玲香、白石麻衣、高山一実、中田花奈、中元日芽香、永島聖羅、西野七瀬、能條愛未、畠中清羅、橋本奈々未、樋口日奈、深川麻衣、星野みなみ、松村沙友理、若月佑美、和田まあや[14]
  - 2期生：伊藤かりん、北野日奈子、佐々木琴子、新内眞衣、寺田蘭世、堀未央奈、渡辺みり愛[14]
  - 交換留学生：松井玲奈（当時SKE48チームE兼任）[13]

過去のレギュラー
- 乃木坂46[15]
  - 1期生：大和里菜[15]

ゲスト
- 藤井恒久（日本テレビアナウンサー） - 第1回「NGなしよ! カットでタイトルコール」で永島聖羅、中元日芽香、堀未央奈にクイズを出題[要出典]。
- 上田まりえ（当時日本テレビアナウンサー） - 第4回・第5回「もしも乃木坂46が花嫁になったらSP」MC[要出典]。
- 小野大輔（声優） - 第5回「もしも乃木坂46が花嫁になったらSP」のVTR内の彼氏役の声で出演[要出典]。
- 與那嶺茂人（リフレクソロジスト） - 第6回「乃木坂46弱点総選挙」内のミニコーナー「ダメ人間克服TIME」で能條愛未、永島聖羅への弱点克服として足つぼマッサージを執行[要出典]。
- 紫吹淳（元宝塚歌劇団月組トップスター・現女優） - 第7回「乃木の塚歌劇団」審査員[注 3][16]。
- 大堀恵（元AKB48・元SDN48） - 第9回「乃木坂46 新妻王決定戦!」審査員[17]。
- 野澤亘伸（カメラマン） - 第11回「カメラの匠 グッとペアは誰だ!?」審査員[18]。
- 真島ヒロ（漫画家） - 第12回「メンバーがガチで欲しいX'masプレゼント大抽選」で、2期生佐々木のプレゼントのため[19]、VTR内で出演。

### 放送日程
| 回 | 放送日         | アバンタイトル | 放送内容                                                                                              | NOGI ROOM                                              |
| -- | -------------- | --- | --- | ------------------------------------------------------ |
| 1  | 2014年 10月7日 | 秋元真夏、生駒里奈 衛藤美彩、川後陽菜 斎藤ちはる、桜井玲香 白石麻衣、高山一実 中田花奈、中元日芽香 永島聖羅、西野七瀬 橋本奈々未、樋口日菜 深川麻衣、星野みなみ 松村沙友理、若月佑美 伊藤かりん、堀未央奈 | NGなしよ! 1カットでタイトルコール                                                                     | 桜井玲香、白石麻衣、高山一実、西野七瀬                 |
| 2  | 10月14日       | 白石麻衣、松村沙友理 | 松井玲奈は乃木坂46に馴染んでいるのか大検証                                                            | 生駒里奈、橋本奈々未、松村沙友理、松井玲奈             |
| 3  | 10月21日       | 秋元真夏、西野七瀬 | 根性を見せろ! ヤンキー選手権                                                                          | 秋元真夏、中田花奈、永島聖羅、畠中清羅、若月佑美       |
| 4  | 10月28日       | | もしも乃木坂46が花嫁になったらSP                                                                      | 秋元真夏、斎藤ちはる、西野七瀬、能條愛未、橋本奈々未   |
| 5  | 11月4日        | 生駒里奈、川後陽菜、白石麻衣、深川麻衣、堀未央奈 | もしも乃木坂46が花嫁になったらSP                                                                      |                                                        |
| 6  | 11月11日       | 秋元真夏、能條愛未 | 乃木坂46弱点総選挙                                                                                    | 川村真洋、斉藤優里、永島聖羅、西野七瀬、深川麻衣       |
| 7  | 11月18日       | | 乃木の塚歌劇団                                                                                        | 伊藤万里華、白石麻衣、中元日芽香、橋本奈々未、若月佑美 |
| 8  | 11月25日       | あなたのムフフ叶えます 妄想リクエスト!! | 秋元真夏、生駒里奈、齋藤飛鳥、高山一実、和田まあや                                                    |                                                        |
| 9  | 12月2日        | 乃木坂46 新妻王決定戦! | 衛藤美彩、川後陽菜、永島聖羅、堀未央奈、大和里菜、和田まあや                                          |                                                        |
| 10 | 12月9日        | 乃木坂46がヒーローに変身 どんなヒーローが? | 生田絵梨花、伊藤かりん、井上小百合、斉藤優里、高山一実、中田花奈                                      |                                                        |
| 11 | 12月16日       | カメラの匠 グッとペアは誰だ!? | 衛藤美彩、北野日奈子、桜井玲香、新内眞衣、樋口日奈、星野みなみ                                        |                                                        |
| 12 | 12月23日       | クリスマスSP! 夢をテーマに宝物に詰まった思い出トーク ミニイベント・ドッキリシネマ（生田・生駒） メンバーがガチで欲しいX'masプレゼント大抽選!                                                              | 秋元真夏、衛藤美彩、桜井玲香、白石麻衣、高山一実 西野七瀬、橋本奈々未、深川麻衣、松村沙友理、若月佑美 |                                                        |

### スタッフ
- 企画プロデュース：秋元康[21]
- 企画協力：窪田康志（AKS）、佐野裕一（田辺音楽出版）[14]
- ナレーション：山崎岳彦、金香里[14]
- 構成：大井洋一、桝本壮志、松林健、あだち昌也、オクショウ[21]
- TM：木村博靖[14]
- SW：村上和正[14]
- カメラ：津野祐一[14]
- 音声：宮内貞[14]
- VE：佐藤大心[14]
- LD：高橋正彦[14]
- 美術プロデューサー：大川朋子、栗原和也[14]
- デザイン：波多野真理、小岩幸江[14]
- 大道具：石川悟、永瀬雅俊[14]
- 小道具：伊沢英樹[14]
- 衣装：栗田佐智子[14]
- 編集：武井大彰、井上陽平（スタジオヴェルト）[14]
- MA：達林正幸（スタジオヴェルト）[14]
- CG：木村郁也（ドラゴンプーピクチャーズ）[14]
- 音効：吉田比呂樹（M-TANK）[14]
- 音楽：渡部智明、宇佐美十章[14]
- TK：山沢啓子、円山茜[14]
- 製作委員会：篠田大暢、土岐洋久、堀越大、佐野絵梨[14]
- AP：橋本早世[14]
- デスク：富重裕子 [14]
- AD：小川香織、畑亜沙美、臼杵花絵、藤本香奈[14]
- ディレクター：八島崇行、山本健太、清田知宏、仲澤勉[14]
- 演出：内田秀実、櫛山慶[21]
- プロデューサー：毛利忍、井原亮子、齋藤匠、渡邊崇士[21]
- 統括プロデューサー：伊東修[21]
- チーフプロデューサー：安岡喜郎（第9回 - ）[21]
- 制作協力：acro[21]
- 企画制作：日本テレビ[21]
- 製作著作：「NOGIBINGO!3」製作委員会（D.N.ドリームパートナーズ・VAP）[21]

過去のスタッフ
- チーフプロデューサー：藤井淳（第1回 - 第8回）[14]

## NOGIBINGO!4
『NOGIBINGO!4』（ノギビンゴ フォー）は、2015年4月7日から6月23日の毎週火曜日1時29分から1時59分（月曜日深夜）に日本テレビで放送されていたバラエティ番組。
『NOGIBINGO!4』は「華麗に変身」をコンセプトに乃木坂46メンバーがさまざまな姿に変身し、バラエティ企画に挑戦する番組である。これまでと同様、1回の本編出演につき選抜・アンダーを問わず概ね20名から25名程度が収録に参加し、「NOGI ROOM」は5名程度の正規メンバーが出演した。ナレーションは下地紫野が担当した。

### 出演者
レギュラー
- MC[24]
  - イジリー岡田[24]
- 乃木坂46（太字表記されているメンバーはオープニング映像に個別として登場）[25]
  - 1期生：秋元真夏、生田絵梨花、生駒里奈、伊藤万理華、井上小百合、衛藤美彩、川後陽菜、川村真洋、齋藤飛鳥、斎藤ちはる、斉藤優里、桜井玲香、白石麻衣、高山一実、中田花奈、中元日芽香、永島聖羅、西野七瀬、能條愛未、橋本奈々未、樋口日奈、深川麻衣、星野みなみ、松村沙友理、若月佑美、和田まあや[25]
  - 2期生：伊藤かりん、伊藤純奈、北野日奈子、相楽伊織、佐々木琴子、鈴木絢音、新内眞衣、寺田蘭世、堀未央奈、山崎怜奈、渡辺みり愛[25]

過去のレギュラー
- 乃木坂46[25]
  - 交換留学生：松井玲奈[注 6][25]

ゲスト
- ざわちん（ものまねタレント） - 第1回「白石は私だ! 白石そっくりさん選手権」メイク担当[26]。
- 高橋真由（祥伝社『Zipper』編集長）、大崎安芸路（セブン&アイ出版『Soup.』編集長）、 見澤夢美（宝島社『mini』編集長） - 第2回「モデル5に追いつけ!ファッション雑誌に私も出るぞ選手権」審査員[27]。
- 松澤萬紀（元・全日本空輸〈ANA〉客室乗務員、日本ホスピタリティーマナー研究所代表） - 第3回「美しいスマートさを磨け!乃木坂エアライン」マナー講師[28]。
- 池袋絵意知（顔相鑑定士・顔研究家・顔面評論家） - 第6回「愛され女王・西野七瀬 徹底検証スペシャル!」内の「抜き打ち撮影 愛され顔相学」分析者[29]。
- 前田京子（心理カウンセラー） - 第6回「愛され女王・西野七瀬 徹底検証スペシャル!」内の「真のアイドルに変身 愛され絵相学」分析者[29]。
- 野中佐紀子（乃木坂46チーフマネージャー） - 第12回「46万円使っちゃおうスペシャル!」内で「信頼と安心の野中キャッシング」として出演。NOGIBINGO2の「緊急検証! 乃木坂46はNOGIBINGO!に愛はあるのか?」にも出演している[要出典]。

### 放送時間
| 放送期間                     | 放送日時                         | 放送局       | 対象地域   | 備考               |
| ---------------------------- | -------------------------------- | ------------ | ---------- | ------------------ |
| 2015年4月7日 - 2015年6月23日 | 火曜日 1:29 - 1:59（月曜日深夜） | 日本テレビ   | 関東広域圏 | 制作局             |
| 2016年5月14日 -              | 22:30 - 翌4:30                   | 日テレプラス | 日本全域   | CS放送・遅れネット |
| 2018年4月2日 - 2018年6月18日 | 月曜日 23:00 - 23:30             | BS日テレ     | 日本全域   | BS放送・遅れネット |

### 放送日程
| 回 | 放送日        | 放送内容                                                                 | NOGI ROOM |
| -- | ------------- | ------------------------------------------------------------------------ | --- |
| 1  | 2015年 4月7日 | 白石は私だ! 白石そっくりさん選手権                                       | 伊藤万理華、井上小百合、斉藤優里、白石麻衣、永島聖羅                                                              |
| 2  | 4月14日       | モデル5に追いつけ! ファッション雑誌に私も出るぞ選手権                    | 川後陽菜、齋藤飛鳥、橋本奈々未、深川麻衣、星野みなみ                                                              |
| 3  | 4月21日       | 美しいスマートさを磨け! 乃木坂エアライン                                 | 秋元真夏、中田花奈、西野七瀬、能條愛未、松井玲奈                                                                  |
| 4  | 4月28日       | トークで魅了しろ! ノギティーチャー特別講座 生ちゃんいつ出るの?           | 秋元真夏、相楽伊織、白石麻衣、深川麻衣、堀未央奈                                                                  |
| 5  | 5月5日        | 可愛さを磨け! もしも乃木坂46が可愛いペットになったら 生ちゃんいつ出るの? | 伊藤万理華、生駒里奈、高山一実、星野みなみ、若月佑美                                                              |
| 6  | 5月12日       | 愛され女王の秘密を解き明かせ! 西野七瀬大検証 生ちゃんいつ出るの?         | 齋藤飛鳥、桜井玲香、西野七瀬、橋本奈々未、松村沙友理                                                              |
| 7  | 5月19日       | 燃え上がれ 乃木坂応援団!                                                 | 伊藤かりん、川村真洋、北野日奈子、斎藤ちはる、和田まあや                                                          |
| 8  | 5月26日       | あなたのムフフ叶えます! 妄想リクエスト                                   | 伊藤純奈、佐々木琴子、鈴木絢音、寺田蘭世、山崎怜奈、渡辺みり愛                                                    |
| 9  | 6月2日        | 乃木坂ヒーローリターンズ                                                 | 秋元真夏、永島聖羅、中元日芽香、樋口日奈、松村沙友理                                                              |
| 10 | 6月9日        | 乃木坂のお家大公開! クイズジタック46                                     | 生田絵梨花、衛藤美彩、桜井玲香、高山一実、堀未央奈                                                                |
| 11 | 6月16日       | 乃木坂のお家大公開! クイズジタック46                                     | 生駒里奈、伊藤万理華、井上小百合、新内眞衣、中元日芽香                                                            |
| 12 | 6月23日       | 46万円使っちゃおうスペシャル!                                            | 秋元真夏、生田絵梨花、生駒里奈、衛藤美彩、桜井玲香、高山一実 西野七瀬、橋本奈々未、深川麻衣、松村沙友理、若月佑美 |

### スタッフ
- 企画プロデュース：秋元康[34]
- 企画協力：窪田康志（AKS）、佐野裕一（田辺音楽出版）[25]
- ナレーション：山崎岳彦、下地紫野[25]
- 構成：大井洋一、桝本壮志、松林健、谷田彰吾、松本智子[34]
- 技術協力：NiTRo（第1回 - 第9回）、スウィッシュ・ジャパン（第10回 - 最終回）[25]
- 美術協力：日テレアート[25]
- 演出：櫛山慶[34]
- 監修：内田秀実[34]
- コンテンツプロデュース：毛利忍（第9回 - 、第8回までは演出兼務）[34]
- プロデューサー：井原亮子、齋藤匠、渡邊崇士[25]
- 統括プロデューサー：中村博行（第9回 - ）[34]
- チーフプロデューサー：糸井聖一（第9回 - ）[34]
- 制作協力：acro[34]
- 企画制作：日本テレビ[34]
- 製作著作：「NOGIBINGO!4」製作委員会（D.N.ドリームパートナーズ・VAP）[34]

過去のスタッフ
- 統括プロデューサー：伊東修（第1回 - 第8回）[25]
- チーフプロデューサー：安岡喜郎（第1回 - 第8回）[25]

## NOGIBINGO!5
『NOGIBINGO!5』（ノギビンゴ ファイブ）は、2015年7月14日から9月29日の毎週火曜日1時29分から1時59分（月曜日深夜）に日本テレビで放送されていたバラエティ番組。
『NOGIBINGO!5』は前作同様「変身」をコンセプトにしたバラエティ企画に挑戦し、乃木坂46メンバーがさまざまなチャレンジの中でさらなる変身を成し遂げ、メンバーの秘められた個性を覚醒させることを目指す番組である。『NOGIBINGO!3』から始まった「NOGI ROOM」は継続し、5名程度のメンバーが出演する。ナレーションは『NOGIBINGO!4』に引き続き下地紫野が担当した。

### 出演者
レギュラー
- MC[38]
  - イジリー岡田[38]
- 乃木坂46（太字表記されているメンバーはオープニング映像に個別として登場）[要出典]
  - 1期生：秋元真夏、生田絵梨花、生駒里奈、伊藤万理華、井上小百合、衛藤美彩、川後陽菜、川村真洋、齋藤飛鳥、斎藤ちはる、斉藤優里、桜井玲香、白石麻衣、高山一実、中田花奈、中元日芽香、永島聖羅、西野七瀬、能條愛未、橋本奈々未、樋口日奈、深川麻衣、星野みなみ、松村沙友理、若月佑美、和田まあや[要出典]
  - 2期生：伊藤かりん、伊藤純奈、北野日奈子、相楽伊織、佐々木琴子、鈴木絢音、新内眞衣、寺田蘭世、堀未央奈、山崎怜奈、渡辺みり愛[要出典]

ゲスト
- 髙山善廣（プロレスラー） - 第4回の「1期生vs2期生 ガチンコリベンジバトル!」に2期生チームの助っ人として出演[39]。NOGIBINGO!2の「1期生vs2期生 リベンジバトル!」にも出演している[40]。
- 菅谷大介（日本テレビアナウンサー） - 第4回「1期生vs2期生 ガチンコリベンジバトル」実況役。NOGIBINGO!2の天の声、「乃木坂46 1期生vs2期生 ガチンコ三番勝負」「1期生vs2期生 リベンジバトル!」にも出演している[要出典]。
- 倉持理恵（快眠ヨガ インストラクター） - 第6回「みんなで寝ちゃおうよ」で[41]、メンバーに快眠ヨガを指導[要出典]。
- ダイアナ・ガーネット（歌手） - 第6回「みんなで寝ちゃおうよ」で[42]、快眠サポートとして子守唄を披露[要出典]。

### 放送時間
| 放送期間                | 放送日時                         | 放送局       | 対象地域   | 備考               |
| ----------------------- | -------------------------------- | ------------ | ---------- | ------------------ |
| 2015年7月24日 - 9月29日 | 火曜日 1:29 - 1:59（月曜日深夜） | 日本テレビ   | 関東広域圏 | 制作局             |
| 2016年6月4日 -          | 23:30 - 翌5:30                   | 日テレプラス | 日本全域   | CS放送・遅れネット |
| 2018年9月17日 - 12月3日 | 23:00 - 23:30                    | BS日テレ     | 日本全域   | BS放送・遅れネット |

### 放送日程
| 回 | 放送日         | 放送内容                                | NOGI ROOM |
| -- | -------------- | --------------------------------------- | --- |
| 1  | 2015年 7月14日 | 第1回乃木坂企画総選挙                   | 伊藤かりん、伊藤純奈、北野日奈子、堀未央奈、和田まあや                                                                      |
| 2  | 7月21日        | 鬼の居ぬ間に アンダーBINGO!             | 川後陽菜、斎藤ちはる、佐々木琴子、寺田蘭世、永島聖羅                                                                        |
| 3  | 7月28日        | 勝手に国民的 妹コンテスト               | 相楽伊織、鈴木絢音、中田花奈、中元日芽香、能條愛未、渡辺みり愛                                                              |
| 4  | 8月4日         | ガチンコ 1期生 vs. 2期生 リベンジバトル | 井上小百合、衛藤美彩、白石麻衣、永島聖羅、若月佑美                                                                          |
| 5  | 8月11日        | クイズ THE トモダチャンス               | 秋元真夏、伊藤万理華、齋藤飛鳥、桜井玲香、高山一実                                                                          |
| 6  | 8月18日        | みんなで寝ちゃおうよ                    | 生田絵梨花、斉藤優里、西野七瀬、深川麻衣、星野みなみ                                                                        |
| 7  | 8月25日        | 浴衣de乃木祭り                          | 生駒里奈、井上小百合、永島聖羅、中田花奈、樋口日奈                                                                          |
| 8  | 9月1日         | 夏歌フェス in NOGIBINGO!5               | 新内眞衣、中元日芽香、深川麻衣、星野みなみ、渡辺みり愛                                                                      |
| 9  | 9月8日         | あなたのムフフ叶えます! 妄想リクエスト  | 桜井玲香、高山一実、能條愛未、若月佑美                                                                                      |
| 10 | 9月15日        | 子供向け企画 なにぬねのぎざか           | 生田絵梨花、伊藤万理華、井上小百合、衛藤美彩、白石麻衣                                                                      |
| 11 | 9月22日        | 乃木坂CM大賞                            | 秋元真夏、齋藤飛鳥、高山一実、星野みなみ、松村沙友理                                                                        |
| 12 | 9月29日        | 乃木坂46について本音で語り合う          | 秋元真夏、生田絵梨花、生駒里奈、衛藤美彩、桜井玲香、白石麻衣 高山一実、西野七瀬、橋本奈々未、深川麻衣、松村沙友理、若月佑美 |

### スタッフ
- 企画プロデュース：秋元康[45]
- ナレーション：山崎岳彦、下地紫野、岡本寛志（第11回）[46]
- 構成：大井洋一、桝本壮志、松林健、谷田彰吾、松本智子[45]
- 技術協力：NiTRo、ヌーベルバーグ[要出典]
- 美術協力：日テレアート[46]
- 演出：櫛山慶[45]
- 監修：内田秀実[45]
- コンテンツプロデューサー：毛利忍[45]
- プロデューサー：井原亮子、齋藤匠、渡邊崇士[45]
- 統括プロデューサー：中村博行[45]
- チーフプロデューサー：糸井聖一[45]
- 制作協力：acro[45]
- 企画制作：日本テレビ[45]
- 製作著作：「NOGIBINGO!5」製作委員会（D.N.ドリームパートナーズ、VAP）[45]

## NOGIBINGO!6
『NOGIBINGO!6』（ノギビンゴ シックス）は、2016年4月12日から6月28日まで毎週火曜日1時29分から1時59分（月曜日深夜）に日本テレビで放送されていたバラエティ番組。
『NOGIBINGO!6』は国民的アイドルとなった乃木坂46が、前作シリーズで培ってきた個々の個性・ビジュアル・演技力をさらに発揮できる企画に挑戦するバラエティ番組である。前作から半年ぶりとなる今作では、初のアシスタントMCが誕生。Huluではテレビ放送後に番組本編を配信し、毎週火曜日に未放送分を含む完全版を限定配信。

### 出演者
レギュラー
- メインMC
  - イジリー岡田
- アシスタントMC[52]
  - 中元日芽香（乃木坂46）[注 11]
- 乃木坂46
  - 1期生：秋元真夏、生田絵梨花、生駒里奈、伊藤万理華、井上小百合、衛藤美彩、川後陽菜、川村真洋、齋藤飛鳥、斎藤ちはる、斉藤優里、桜井玲香、白石麻衣[注 12]、高山一実[注 13]、中田花奈、西野七瀬、能條愛未、橋本奈々未[注 14]、樋口日奈、星野みなみ、松村沙友理、若月佑美、和田まあや[要出典]
  - 2期生：伊藤かりん、伊藤純奈、北野日奈子、相楽伊織、佐々木琴子、鈴木絢音、新内眞衣、寺田蘭世、堀未央奈、山崎怜奈、渡辺みり愛[要出典]

過去のレギュラー
- 乃木坂46
  - 1期生：深川麻衣[注 15]

ゲスト
- 谷所健一郎（キャリア・デベロップメント・アドバイザー） - 第3回「ダメ社会人と呼ばないで!乃木坂46 就活王!」のスタジオモニタリング及び合否判定員として出演[要出典]。
- 鈴木秀明（元ムエタイ王者） - 第5回「出発準備はいいですか♥どうしてもメンバーと一緒に行きたい所」でメンバーにキックボクシングを指導[要出典]。第10回「乃木坂46のはじめて♥をやってみよう!」では、井上にベンチプレスを指導[要出典]。
- 朱里（プロレスラー） - 第5回「出発準備はいいですか♥どうしてもメンバーと一緒に行きたい所」で出演[要出典]。
- 柴田英嗣（アンタッチャブル） - 第6回「猫にあやかれ 乃木猫動画選手権」で審査員として出演[要出典]。
- 藤森慎吾（オリエンタルラジオ） - 第8回「大人気企画遂に登場! あなたの妄想叶えます 妄想リクエスト」で生田の妄想リクエスト投稿者としてVTR出演[要出典]。
- 田嶋朗（日本けん玉協会 公認指導員） - 第10回「乃木坂46のはじめて♥をやってみよう!」で生田にけん玉を指導[要出典]。
- 永野（お笑い芸人） - 第12回「目指せNOGIBINGO!7 第1回ファンが見たいことアワード」で出演[要出典]。
- 輪入道（ラッパー） - 第12回「目指せNOGIBINGO!7 第1回ファンが見たいことアワード」で能條とフリースタイルラップを披露[要出典]。

### 放送時間
| 放送期間                       | 放送日時                         | 放送局       | 対象地域   | 備考               |
| ------------------------------ | -------------------------------- | ------------ | ---------- | ------------------ |
| 2016年4月12日 - 6月28日        | 火曜日 1:29 - 1:59（月曜日深夜） | 日本テレビ   | 関東広域圏 | 制作局             |
| 2016年7月6日 -                 | 22:00 - 23:00                    | 日テレプラス | 日本全域   | CS放送・遅れネット |
| 2018年12月10日 - 2019年3月11日 | 23:00 - 23:30                    | BS日テレ     | 日本全域   | BS放送・遅れネット |

### 放送日程
| 回 | 放送日         | 放送内容                                                               | NOGI ROOM                                                                            |
| -- | -------------- | ---------------------------------------------------------------------- | ------------------------------------------------------------------------------------ |
| 1  | 2016年 4月12日 | NOGIBINGO!6 アシスタントMCガチンコオーディション!                      | 秋元真夏、北野日奈子、白石麻衣、堀未央奈、松村沙友理                                 |
| 2  | 4月19日        | もう怒だぞぉ 乃木坂プンプン選手権                                      | 井上小百合、桜井玲香、橋本奈々未、深川麻衣、和田まあや                               |
| 3  | 4月26日        | ダメ社会人と呼ばないで!乃木坂46 就活王!                                | 新内眞衣、高山一実、中元日芽香、西野七瀬、能條愛未                                   |
| 4  | 5月3日         | ねぇ いいトコ見せてよ♥ 春のベストカップル決定戦                        | 秋元真夏、生田絵梨花、井上小百合、衛藤美彩、星野みなみ                               |
| 5  | 5月10日        | 出発準備はいいですか♥どうしてもメンバーと一緒に行きたい所              | 伊藤万理華、白石麻衣、高山一実、若月佑美                                             |
| 6  | 5月17日        | 猫にあやかれ 乃木猫動画選手権                                          | 秋元真夏、伊藤かりん、堀未央奈、松村沙友理、山崎怜奈                                 |
| 7  | 5月24日        | 物々交換で競り落とせ 乃木坂46私物オークション                          | 生駒里奈、川村真洋、中田花奈、西野七瀬、橋本奈々未                                   |
| 8  | 5月31日        | 大人気企画遂に登場! あなたの妄想叶えます 妄想リクエスト                | 生田絵梨花、川後陽菜、樋口日奈、深川麻衣、若月佑美                                   |
| 9  | 6月7日         | プライベートを大公開 クイズ乃木坂46ケイタイトーQ!                      | 井上小百合、北野日奈子、齋藤飛鳥、相楽伊織、寺田蘭世                                 |
| 10 | 6月14日        | 乃木坂46のはじめて♥をやってみよう! 深川麻衣 最初で最後のメンバー握手会 | 川村真洋、佐々木琴子、鈴木絢音、高山一実、渡辺みり愛                                 |
| 11 | 6月21日        | こんな妹が欲しいのら〜 勝手に国民的妹コンテストSeason2                 | 生田絵梨花、生駒里奈、井上小百合、衛藤美彩、斉藤優里                                 |
| 12 | 6月28日        | 目指せNOGIBINGO!7 第1回ファンが見たいことアワード                      | 秋元真夏、生田絵梨花、衛藤美彩、桜井玲香、中元日芽香、能條愛未、星野みなみ、若月佑美 |

### スタッフ
- 企画プロデュース：秋元康[54]
- ナレーター：山崎岳彦、下地紫野[55]
- 構成：大井洋一、桝本壮志、松林健、谷田彰吾、松本智子[54]
- TM：木村博靖[55]
- SW：村上和正[55]
- カメラ：津野祐一[55]
- 音声：宮内貞[55]
- VE：牛山敏彦[55]
- LD：高橋正彦[55]
- 美術プロデューサー：大川朋子、栗原和也[55]
- デザイン：栗原純二[55]
- 大道具：永瀬雅俊[55]
- 小道具：伊沢英樹[55]
- 衣装：栗田佐智子[55]
- 技術協力：NiTRo[55]
- 映像協力：日テレアート[55]
- 撮影協力：小野学園女子中学・高等学校[55]
- 編集：皆吉秀実（イカロス）[55]
- MA：横山恭一（イカロス）[55]
- CG：木村郁也（ドラゴンプーピクチャーズ）[55]
- 音効：北澤寛之（リノバティオ）[55]
- TK：山沢啓子[55]
- 企画協力：窪田康志（AKS）、佐野裕一（田辺音楽出版）[55]
- 製作委員会：中村考太郎、土岐洋久、塩入聡太、佐野絵梨[55]
- AP：花塚増央[55]
- デスク：当田駒子[55]
- AD：池田雅美、光若令真、吉田香里奈、田中信也、荒井悠希[55]
- ディレクター：吉田晃浩、清田知宏、中尾光佐、杉田心平、師岡靖成[55]
- 演出：藤井良記[54]
- コンテンツプロデューサー：毛利忍[54]
- プロデューサー：井原亮子、齋藤匠、渡邊崇士[54]
- 統括プロデューサー：中村博行[54]
- チーフプロデューサー：糸井聖一[54]
- 制作協力：acro[45]
- 企画制作：日本テレビ[45]
- 製作著作：「NOGIBINGO!6」製作委員会（D.N.ドリームパートナーズ、VAP）[54]

過去のスタッフ
- 編集：杉本啓二（イカロス）[55]
- 製作委員会：篠田大暢、堀越大[55]

## NOGIBINGO!7
『NOGIBINGO!7』（ノギビンゴ セブン）は、2016年10月11日から12月27日まで毎週火曜日1時29分から1時59分（月曜日深夜）に日本テレビで放送されていたバラエティ番組。

### 出演者
レギュラー
- メインMC
  - イジリー岡田[56]
- アシスタントMC[57]
  - 衛藤美彩（乃木坂46）
- 乃木坂46
  - 1期生：秋元真夏、生田絵梨花、生駒里奈、伊藤万理華、井上小百合、衛藤美彩、川後陽菜、川村真洋、齋藤飛鳥、斎藤ちはる、斉藤優里、桜井玲香、白石麻衣、高山一実、中田花奈、中元日芽香、西野七瀬、能條愛未、橋本奈々未、樋口日奈、星野みなみ、松村沙友理、若月佑美、和田まあや[要出典]
  - 2期生：伊藤かりん、伊藤純奈、北野日奈子、相楽伊織、佐々木琴子、鈴木絢音、新内眞衣、寺田蘭世、堀未央奈、山崎怜奈、渡辺みり愛[要出典]

ゲスト
- 森圭介（日本テレビアナウンサー） - 第1回「第二回アシスタントMCオーディション」で最終選考で実況[要出典]。
- 村本大輔（ウーマンラッシュアワー）- 第2回「乃木坂46 キュンキュンメール選手権」第2回戦「写真で励まし返信」審査員[58]。
- 高橋江里佳 - 第4回「憧れのアルバイトツアー」でのサーティワンアイスクリーム目黒店・インストラクター[要出典]。
- 三枝直樹 - 第4回「憧れのアルバイトツアー」でのガソリンスタンド・店長[要出典]。
- 坂田慶子 - 第5回「憧れのアルバイトツアー」でのマクドナルド研究施設スタジオM・キッチン担当[要出典]。
- 矢野明日香 - 第5回「憧れのアルバイトツアー」でのマクドナルド研究施設スタジオM・カウンター担当[要出典]。
- あやめ - 第5回「憧れのアルバイトツアー」でのめいどりーみん 秋葉原Heaven's Gate店・店長[要出典]。
- 柿原徹也（声優） - 第7回「第1回クイズ ささきとすずき」のVTR内で佐々木の応援で声のみ出演[要出典]。
- 武井壮 - 第8回「あなたのムフフ叶えます! 妄想リクエストSeason7」橋本奈々未への妄想リクエスト投稿[要出典]。
- 下地紫野（声優） - 第12回「今年やり残した事 やっちゃおうスペシャル」で声優に挑戦したい!という衛藤、星野、松村、若月に声優を指導[要出典]。なお「NOGIROOM」のナレーションも行なっている[要出典]。
- そらジロー - 第12回「今年やり残した事 やっちゃおうスペシャル」で「お天気お姉さんになりたい」という伊藤かのゲストで出演[要出典]。

### 放送時間
| 放送期間                  | 放送日時                         | 放送局       | 対象地域       | 備考               |
| ------------------------- | -------------------------------- | ------------ | -------------- | ------------------ |
| 2016年10月11日 - 12月27日 | 火曜日 1:29 - 1:59（月曜日深夜） | 日本テレビ   | 関東広域圏     | 制作局             |
| 2017年2月2日 - 4月21日    | 金曜日 2:35 - 3:05（木曜日深夜） | 日本海テレビ | 鳥取県・島根県 | 遅れネット         |
| 2017年1月26日 -           | 木曜日 22:00 - 22:30             | 日テレプラス | 日本全域       | CS放送・遅れネット |
| 2019年3月18日 - 6月3日    | 23:00 - 23:30                    | BS日テレ     | 日本全域       | BS放送・遅れネット |

### 放送日程
| 回 | 放送日          | 放送内容                                                 | NOGI ROOM                                                                                        |
| -- | --------------- | -------------------------------------------------------- | ------------------------------------------------------------------------------------------------ |
| 1  | 2016年 10月11日 | 第二回アシスタントMCオーディション                       | 伊藤かりん、衛藤美彩、川後陽菜、寺田蘭世、中元日芽香、和田まあや                                 |
| 2  | 10月18日        | 乃木坂46 キュンキュンメール選手権                        | 生駒里奈、北野日奈子、佐々木琴子、中田花奈、星野みなみ                                           |
| 3  | 10月25日        | 大人気 男装メンバー大集合!乃木坂46 夢のカップリング大会! | 川村真洋、斎藤ちはる、高山一実、中元日芽香、山崎怜奈                                             |
| 4  | 11月1日         | 一度はやってみたかった!乃木坂46 短期アルバイトツアー     | 北野日奈子、高山一実、中元日芽香、西野七瀬、松村沙友理                                           |
| 5  | 11月8日         | 一度はやってみたかった!乃木坂46 短期アルバイトツアー     | 秋元真夏、生駒里奈、衛藤美彩、川村真洋、星野みなみ                                               |
| 6  | 11月15日        | 女の子の夢が実現 乃木坂46ドールハウス                    | 伊藤かりん、伊藤万理華、高山一実、松村沙友理、渡辺みり愛                                         |
| 7  | 11月22日        | 第1回クイズ ささきとすずき                               | 伊藤かりん、佐々木琴子、鈴木絢音、高山一実、松村沙友理                                           |
| 8  | 11月29日        | あなたのムフフ叶えます! 妄想リクエストSeason7            | 川後陽菜、北野日奈子、新内眞衣、西野七瀬、若月佑美                                               |
| 9  | 12月6日         | 言えなかった「ありがとう」を伝えよう!                    | 伊藤かりん、斉藤優里、能條愛未、樋口日奈、渡辺みり愛                                             |
| 10 | 12月13日        | 女の子なら輝きたい!最強ヒロイン決定戦                    | 伊藤純奈、斉藤優里、相楽伊織、鈴木絢音、樋口日奈、渡辺みり愛                                     |
| 11 | 12月20日        | お願い叶えて!乃木坂46サンタ!!                            | 秋元真夏、井上小百合、斎藤ちはる、高山一実、能條愛未、星野みなみ                                 |
| 12 | 12月27日        | 今年やり残した事 やっちゃおうスペシャル                  | 秋元真夏、井上小百合、生駒里奈、伊藤万理華、衛藤美彩、北野日奈子、高山一実、星野みなみ、若月佑美 |

### スタッフ
- 企画プロデュース：秋元康[56]
- ナレーター：山崎岳彦、下地紫野[60]
- 構成：大井洋一、桝本壮志、松林健、谷田彰吾、松本智子[56]
- TM：木村博靖[60]
- SW：村上和正[60]
- カメラ：加美山稔[60]
- 音声：宮内貞[60]
- VE：牛山敏彦[60]
- LD：高橋正彦[60]
- 美術プロデューサー：栗原和也、大川朋子[60]
- デザイン：波多野真理[60]
- 大道具：永瀬雅俊[60]
- 小道具：伊沢英樹[60]
- 衣装：栗田佐智子[60]
- 技術協力：NiTRo[要出典]
- 映像協力：日テレアート[要出典]
- 撮影協力：爬虫類空間、和民[60]
- 編集：皆吉秀実（イカロス）[60]
- MA：田倉学（イカロス）[60]
- CG：木村郁也（ドラゴンプーピクチャーズ）[60]
- 音効：北澤寛之（リノバティオ）[60]
- TK：山沢啓子[60]
- 企画協力：窪田康志（AKS）、佐野裕一（田辺音楽出版）[60]
- 製作委員会：土岐洋久、松浦真一郎、佐野絵梨、池澤明日香、中村考太郎[60]
- AP：橋本早世[60]
- デスク：当田駒子[60]
- AD：池田雅美（最終回ではディレクター）、光若令真、吉田香里奈、荒井悠希[60]
- ディレクター：清田知宏、琉郷敏隆、中尾光佐、杉田心平[60]
- 演出：藤井良記、師岡靖成[60]
- コンテンツプロデューサー：毛利忍[56]
- プロデューサー：今井大輔（#9から）、齋藤匠、渡邊崇士[56]
- 統括プロデューサー：中村博行[56]
- チーフプロデューサー：糸井聖一[56]
- 制作協力：acro[56]
- 企画制作：日本テレビ[56]
- 製作著作：「NOGIBINGO!7」製作委員会[56]

過去のスタッフ
- カメラ：中村哲也、芳川和也（#4・5のみ）[60]
- 音声：瀬戸秀文（#4・5のみ）[60]
- VE：渡辺勇気（#4・5のみ）[60]
- 技術協力：スウィッシュ・ジャパン（#4・5・7）[60]
- 編集：杉本啓二（イカロス）[60]
- MA：梶山恭一（#10・11のみ、イカロス）[60]
- ディレクター：清水克洋（#6〜9まで）[60]
- プロデューサー：井原亮子（#8まで）[60]

## NOGIBINGO!8
『NOGIBINGO!8』（ノギビンゴ エイト）は、2017年4月11日から6月20日まで毎週火曜日1時29分から1時59分（月曜日深夜）に日本テレビで放送されていたバラエティ番組。
今シリーズは「青春」をテーマに、バラエティー未経験の乃木坂46の3期生をメインとして、過去に1期生、2期生が体験した過酷な試練に初挑戦し、3期生それぞれの個性を開花させることをテーマとしている。
3期生の活躍を見届ける為、1期生、2期生も引き続き出演する。
このシーズンは3期生の活躍に主軸をおくことにメインを置いたこともあり、過去のシリーズと比べても出演者の数は少なくなり、1期生の伊藤万理華、井上小百合、川後陽菜、川村真洋、齋藤飛鳥、斎藤ちはる、白石麻衣、西野七瀬、樋口日奈、若月佑美と、2期生の伊藤かりん、伊藤純奈、北野日奈子、相楽伊織、佐々木琴子、新内眞衣、鈴木絢音、山崎怜奈の計18名については出演がなかった。また、直近のシリーズで設けられていたメンバーによるMCが再度廃止された。

### 出演者
レギュラー
- メインMC
  - イジリー岡田[61]
- 乃木坂46
  - 1期生：秋元真夏[62]、生田絵梨花[63]、生駒里奈[62]、衛藤美彩[64]、斉藤優里[65]、桜井玲香[65]、高山一実[64]、中田花奈[64]、中元日芽香[66]、能條愛未[66]、星野みなみ[67]、松村沙友理[67]、和田まあや[68]
  - 2期生：寺田蘭世[65]、堀未央奈[62]、渡辺みり愛[69]
  - 3期生：伊藤理々杏、岩本蓮加、梅澤美波、大園桃子、久保史緒里、阪口珠美、佐藤楓、中村麗乃、向井葉月、山下美月、吉田綾乃クリスティー、与田祐希[61]

ゲスト
- 中野謙吾（日本テレビアナウンサー） - 第4回「バラエティー力を鍛えろ!乃木坂コスプレ大運動会」実況。
- 高橋ふみ（美容コンサルタント） - 第6回「乃木坂46 3期生パーツ御三家決定戦!」美脚御三家判定[70]。
- 齊藤あき（毛髪判定士） - 第6回「乃木坂46 3期生パーツ御三家決定戦!」つや髪御三家判定[70]。
- 岡井浄幸（観相学） - 第6回「乃木坂46 3期生パーツ御三家決定戦!」表情美人御三家判定[70]。
- 黒岩久美子（Soup.編集者） - 第7回「人気雑誌のモデルになれるかも!3期生本気私服コーデでオーディション!」審査員[67]。
- 見澤夢美（Mini編集者） - 第7回「人気雑誌のモデルになれるかも!3期生本気私服コーデでオーディション!」審査員[67]。
- 工藤早依子（Zipper編集者） - 第7回「人気雑誌のモデルになれるかも!3期生本気私服コーデでオーディション!」審査員[67]。
- ピカ子（メイクアップアーティスト） - 第7回「人気雑誌のモデルになれるかも!3期生本気私服コーデでオーディション!」特別審査員[67]。
- ニッチェ（お笑いコンビ）- 第8回「腹が減ってはアイドルができぬ!青春ホットスナック選手権」審査員[66]。
- 矢野武（フリーアナウンサー）- 第9回「ガチンコ相撲対決!負けたら絶叫必至の無茶ぶり決行!」実況[68]。
- アジャ・コング（女子プロレスラー）- 第9回「ガチンコ相撲対決!負けたら絶叫必至の無茶ぶり決行!」に出演。
- 文京学院大学LEOPARDS（ソングリーディング）- 第11回「汗と涙の最終回1000人の前でチアダンス披露へ猛特訓」パフォーマンス披露[63]。
- 関根直美（文京学院大学LEOPARDSコーチ、GIANTS VENUS DANCESCHOOL講師）- 第11回「汗と涙の最終回1000人の前でチアダンス披露へ猛特訓」指導[63]。

### 放送時間
| 放送期間                | 放送日時                         | 放送局       | 対象地域       | 備考       |
| ----------------------- | -------------------------------- | ------------ | -------------- | ---------- |
| 2017年4月11日 - 6月20日 | 火曜日 1:29 - 1:59（月曜日深夜） | 日本テレビ   | 関東広域圏     | 制作局     |
| 2017年4月28日 - 7月7日  | 金曜日 2:35 - 3:05（木曜日深夜） | 日本海テレビ | 鳥取県・島根県 | 遅れネット |
| 2017年5月11日 - 7月20日 | 木曜日 22:00 - 22:30             | 日テレプラス | 日本全域       | CS放送     |
| 2019年6月10日 - 8月19日 | 月曜日 23:00 - 23:30             | BS日テレ     | 日本全域       | BS放送     |

### 放送日程
| 回 | 放送日         | 放送内容                                                          | NOGI ROOM |
| -- | -------------- | ----------------------------------------------------------------- | --- |
| 1  | 2017年 4月11日 | 乃木坂3期生バラエティー入学式!(秘)ドッキリで大号泣!               | 伊藤理々杏、岩本蓮加、梅澤美波、大園桃子、吉田綾乃クリスティー                                                                       |
| 2  | 4月18日        | 乃木坂3期生バラエティー入学式!(秘)ドッキリで大号泣!               | 伊藤理々杏、岩本蓮加、梅澤美波、大園桃子、吉田綾乃クリスティー                                                                       |
| 3  | 4月25日        | 3期生の団結力チェック!秋元・生駒・堀が愛のムチ!?                  | 阪口珠美、佐藤楓、中村麗乃、向井葉月、与田祐希                                                                                       |
| 4  | 5月2日         | バラエティー力を鍛えろ!乃木坂コスプレ大運動会                     | 岩本蓮加、久保史緒里、向井葉月、山下美月、与田祐希                                                                                   |
| 5  | 5月9日         | 知らなきゃ赤恥!?東京(秘)クイズで田舎っぺNo.1決定戦                | 伊藤理々杏、梅澤美波、大園桃子、山下美月、与田祐希                                                                                   |
| 6  | 5月16日        | 乃木坂46 3期生パーツ御三家決定戦!                                 | 岩本蓮加、梅澤美波、大園桃子、久保史緒里、阪口珠美                                                                                   |
| 7  | 5月23日        | 人気雑誌のモデルになれるかも!3期生本気私服コーデでオーディション! | 佐藤楓、中村麗乃、向井葉月、山下美月、吉田綾乃クリスティー                                                                           |
| 8  | 5月30日        | 腹が減ってはアイドルができぬ!青春ホットスナック選手権             | 梅澤美波、大園桃子、阪口珠美、佐藤楓、向井葉月                                                                                       |
| 9  | 6月6日         | ガチンコ相撲対決!負けたら絶叫必至の無茶ぶり決行!                  | 久保史緒里、向井葉月、山下美月、吉田綾乃クリスティー、与田祐希                                                                       |
| 10 | 6月13日        | 妄想リクエスト・テーマは青春!萌えキュン演技に初挑戦!              | 伊藤理々杏、岩本蓮加、久保史緒里、中村麗乃、与田祐希                                                                                 |
| 11 | 6月20日        | 汗と涙の最終回1000人の前でチアダンス披露へ猛特訓                  | 伊藤理々杏、岩本蓮加、梅澤美波、大園桃子、久保史緒里、阪口珠美、佐藤楓、中村麗乃、向井葉月、山下美月、吉田綾乃クリスティー、与田祐希 |

### スタッフ
- 企画プロデュース：秋元康[61]
- ナレーター：山崎岳彦、下地紫野
- 構成：アリエシュンスケ、松林健、谷田彰吾、松本智子[61]
- TM：木村博靖[73]
- SW：村上和正[73]
- カメラ：加美山稔[73]
- 音声：宮内貞[73]
- VE：牛山敏彦[73]
- LD：高橋正彦[73]
- 美術プロデューサー：栗原和也、大川朋子[73]
- デザイン：栗原純二[73]
- 大道具：永瀬雅俊[73]
- 小道具：伊沢英樹[73]
- 衣装：栗田佐智子[73]
- 技術協力：NiTRo[73]
- 映像協力：日テレアート[73]
- 撮影協力：キャスティングドクター、伊賀鍼灸院整骨院[73]
- 編集：川尻一弘（イカロス）[73]
- MA：田倉学（イカロス）[73]
- CG：斉藤良浩[73]
- CGデザイン：矢田恵理奈[73]
- 音効：高取謙[73]
- TK：山沢啓子[73]
- 企画協力：窪田康志（AKS）、佐野裕一（田辺音楽出版）[73]
- 製作委員会：土岐洋久、山崎隼、齋藤寛雄、池澤明日香、中村考太郎[73]
- デスク：当田駒子[73]
- AD：荒井悠希、大橋達郎、光若令真、石川正人[73]
- ディレクター：流郷敏隆、師岡靖成、尾越功、中尾光佐、杉田心平[73]
- 演出：渡辺春佳[61]
- コンテンツプロデューサー：毛利忍[61]
- プロデューサー：大友有一、相澤幸一、橋本早世、日下潤[61]
- 統括プロデューサー：中村博行[61]
- チーフプロデューサー：糸井聖一[61]
- 制作協力：acro、えすと[61]
- 企画制作：日本テレビ[61]
- 製作著作：「NOGIBINGO!8」製作委員会[61]、D.Nドリームパートナーズ、パップ[73]

過去のスタッフ
- プロデューサー：今井大輔[73]

## NOGIBINGO!9
『NOGIBINGO!9』（ノギビンゴ ナイン）は、2017年10月17日から同年12月26日まで毎週火曜日1時29分から1時59分（月曜日深夜）に日本テレビで放送されていたバラエティ番組である。
今シリーズは「今まで挑戦してみたかった事」をテーマに、初めて足を踏み入れる場所など新鮮で刺激的な初体験を行なう。
このシーズンでは、当時卒業発表していた中元日芽香は1度も出演していない。

### 出演者
レギュラー
- メインMC
  - イジリー岡田[74]
- 乃木坂46
  - 1期生 : 秋元真夏[74]、生田絵梨花[74]、生駒里奈[74]、伊藤万理華[74]、井上小百合[74]、衛藤美彩[74]、川後陽菜[75]、川村真洋[75]、齋藤飛鳥[74]、斎藤ちはる[75]、斉藤優里[74]、桜井玲香[74]、白石麻衣[74]、高山一実[74]、中田花奈[74]、西野七瀬[74]、能條愛未、樋口日奈[76]、星野みなみ[74]、松村沙友理[74]、若月佑美[74]、和田まあや[76]
  - 2期生：伊藤かりん[77]、伊藤純奈[75]、北野日奈子[74]、相楽伊織[76]、佐々木琴子、新内眞衣[74]、鈴木絢音、寺田蘭世[76]、堀未央奈[74]、山崎怜奈[76]、渡辺みり愛[75]
  - 3期生：伊藤理々杏[78]、岩本蓮加[78]、梅澤美波[78]、大園桃子[78]、久保史緒里、阪口珠美[78]、佐藤楓[79]、中村麗乃[78]、向井葉月[78]、山下美月[78]、吉田綾乃クリスティー[78]、与田祐希[78]

ゲスト
- 浅倉南（ショーパブ「黒潮の湖」キャスト） - 第1回「乃木坂46が初めて歌舞伎町のショーパブに行く!」接待役![80]。
- 有吉さやか（ショーパブ「黒潮の湖」キャスト） - 第1回「乃木坂46が初めて歌舞伎町のショーパブに行く!」接待役[80]。
- 笠井かんな（ショーパブ「黒潮の湖」キャスト） - 第1回「乃木坂46が初めて歌舞伎町のショーパブに行く!」接待役[80]。
- 上原みなみ（ショーパブ「六本木金魚」キャスト） - 第1回「乃木坂46が初めて歌舞伎町のショーパブに行く!」接待役[81]。
- ピカ子（メイクアップアーティスト） - 第2回「私、一度はやってみたかったんです乃木坂46初めてのヘアーコレクション」解説[76]。
- かじえり（メイクアップアーティスト） - 第2回「私、一度はやってみたかったんです乃木坂46初めてのヘアーコレクション」桜井玲香・若月佑美メイク担当[76]。
- erica（シンガーソングライター） - 第3回「見たことない詩的な乃木坂見せます!秋のポエム女王決定戦!」生駒里奈作詞への即興ソング作曲と歌唱[75]。
- みさわ大福（芸人） - 第3回「見たことない詩的な乃木坂見せます!秋のポエム女王決定戦!」高山一実作詞、秋元真夏作詞、井上小百合作詞への即興ソング作曲と歌唱[75]。
- MC親方（芸人ラッパー） - 第3回「見たことない詩的な乃木坂見せます!秋のポエム女王決定戦!」新内眞衣作詞への即興ソング作曲と歌唱[75]。
- 柳田淳一（声優） - 第5回「今夜は恋愛解禁!?乃木坂46リアル乙女ゲーム!」合コンシミュレーションエリート系キャラ「北条悠次郎」の声担当[82]。
- 間島淳司（声優） - 第5回「今夜は恋愛解禁!?乃木坂46リアル乙女ゲーム!」合コンシミュレーション文化系キャラ「西園寺柊」の声担当[82]。
- 松岡禎丞（声優） - 第5回「今夜は恋愛解禁!?乃木坂46リアル乙女ゲーム!」合コンシミュレーションオラオラ系キャラ「桐島蓮」の声担当[82]。
- 天﨑滉平（声優） - 第5回「今夜は恋愛解禁!?乃木坂46リアル乙女ゲーム!」合コンシミュレーションさわやか系キャラ「青葉翔」の声担当[82]。
- 鳥居みゆき（芸人、女優） - 第6回「今夜怪演!乃木坂アクターズスクール!」演技指導およびメンバー出演作の脚本[79]。
- 児嶋一哉（アンジャッシュ） - 第7回、第8回「ドキドキな顔見せます!乃木坂46未踏の地へ行く」与田チーム進行役[83][84]。
- ぇりもっこり（GANGUROCafe店長） - 第7回「ドキドキな顔見せます!乃木坂46未踏の地へ行く」生駒里奈へのガングロメイク担当[83]。
- AYA（Reebok CrossFit Heart & Beautyクロスフィットコーチ） - 第7回「ドキドキな顔見せます!乃木坂46未踏の地へ行く」松村チーム全メンバーへのクロスフィットメニュー指導[83]。

### 放送時間
| 放送期間                  | 放送日時                         | 放送局       | 対象地域   | 備考       |
| ------------------------- | -------------------------------- | ------------ | ---------- | ---------- |
| 2017年10月17日 - 12月26日 | 火曜日 1:29 - 1:59（月曜日深夜） | 日本テレビ   | 関東広域圏 | 制作局     |
| 2018年1月23日 -           | 火曜日 1:34 - 2:04（月曜日深夜） | ミヤギテレビ | 宮城県     | 遅れネット |
| 2018年10月3日 -           | 木曜日 1:25 - 1:55（水曜日深夜） | 大分放送     | 大分県     | 遅れネット |

### 放送日程
| 回 | 放送日          | 放送内容                                                           | NOGI ROOM                                                                                      |
| -- | --------------- | ------------------------------------------------------------------ | ---------------------------------------------------------------------------------------------- |
| 1  | 2017年 10月17日 | 乃木坂46が初めて歌舞伎町のショーパブに行く!。                      | 伊藤かりん、佐々木琴子、鈴木絢音、寺田蘭世、渡辺みり愛                                         |
| 2  | 10月24日        | 私、一度はやってみたかったんです乃木坂46初めてのヘアーコレクション | 相楽伊織、寺田蘭世、樋口日奈、山崎怜奈、和田まあや                                             |
| 3  | 10月31日        | 見たことない詩的な乃木坂見せます!秋のポエム女王決定戦!             | 伊藤純奈、川後陽菜、川村真洋、斎藤ちはる、渡辺みり愛                                           |
| 4  | 11月7日         | 今一番欲しい商品をかけゲームに挑戦!自腹orプレゼント                | 伊藤理々杏、岩本蓮加、大園桃子、阪口珠美、中村麗乃                                             |
| 5  | 11月14日        | 今夜は恋愛解禁!?乃木坂46リアル乙女ゲーム!                          | 斉藤優里、相楽伊織、鈴木絢音、中田花奈、和田まあや                                             |
| 6  | 11月21日        | 今夜怪演!乃木坂アクターズスクール!                                 | 梅澤美波、久保史緒里、佐藤楓、山下美月、吉田綾乃クリスティー                                   |
| 7  | 11月28日        | ドキドキな顔見せます!乃木坂46未踏の地へ行く                        | 久保史緒里、斉藤優里、向井葉月、山下美月                                                       |
| 8  | 12月5日         | ドキドキな顔見せます!乃木坂46未踏の地へ行く                        | 秋元真夏、生駒里奈、高山一実、松村沙友理                                                       |
| 9  | 12月12日        | あなたのムフフ叶えます!妄想リクエストシーズン9。                   | 大園桃子、久保史緒里、中田花奈、山下美月、与田祐希                                             |
| 10 | 12月19日        | イライラを大放出!乃木坂46スカッとグランプリ!。                     | 衛藤美彩、齋藤飛鳥、新内眞衣、堀未央奈、星野みなみ                                             |
| 11 | 12月26日        | 最終回!乃木坂サンタのクリスマス仮装大賞。                          | 秋元真夏、生駒里奈、伊藤理々杏、久保史緒里、中田花奈、松村沙友理、向井葉月、山下美月、与田祐希 |

### スタッフ
- 企画プロデュース：秋元康[74]
- ナレーター：山崎岳彦、下地紫野[88]
- 構成：アリエシュンスケ、松林健、谷田彰吾、松本智子[74]
- TM：木村博靖[88]
- SW：津野祐一[88]
- カメラ：加美山稔、中村哲也[88]
- 音声：宮内貞[88]
- VE：牛山敏彦[88]
- LD：高橋正彦[88]
- 美術プロデューサー：栗原和也、大川朋子[88]
- デザイン：栗原純二[88]
- 大道具：永瀬雅俊[88]
- 小道具：伊沢英樹[88]
- 衣装：栗田佐智子[88]
- 技術協力：NiTRo[88]
- 映像協力：日テレアート[88]
- 編集：川尻一弘（イカロス）[88]
- MA：田倉学（イカロス）[88]
- CG：斉藤良浩[88]
- CGデザイン：矢田恵理奈[88]
- 音効：高取謙[88]
- TK：山沢啓子[88]
- 企画協力：窪田康志（AKS）、佐野裕一（田辺音楽出版）[88]
- 総合編成（2017年12月5日 - ）：川邊昭宏、植野浩之[88]
- 製作委員会：海野大輔、山王丸和恵、土岐洋久、根本裕美、内藤ひとみ[88]
- デスク：当田駒子[88]
- AD：荒井悠希、大橋達郎、石川正人、小林祐一、波多野詩織[88]
- ディレクター：清田知宏、齊藤篤史、師岡靖成、石和田英明、光若令真[88]
- 演出：渡辺春佳[61]
- コンテンツプロデューサー：毛利忍[74]
- プロデューサー：大友有一、橋本早世、相澤幸一、日下潤[74]
- チーフプロデューサー：糸井聖一[74]
- 制作協力：acro、えすと[74]
- 企画制作：日本テレビ[74]
- 製作著作：「NOGIBINGO!9」製作委員会[74]

過去のスタッフ
- 製作委員会：山崎隼、齋藤寛雄、池澤明日香、中村考太郎[88]
- 統括プロデューサー：中村博行[74]

## NOGIBINGO!10
『NOGIBINGO!10』（ノギビンゴ テン）は、2018年10月9日から12月18日まで毎週火曜日1時29分から1時59分（月曜日深夜）に日本テレビで放送されていた番組である。
今シリーズでは「乃木坂、我慢しません」をテーマに、シリーズ初のオール全編ロケとなる。番組の内容も変更され、毎回、メンバーの1人を「わがままセンター」として、選ばれたメンバーが、行きたい場所、食べてみたい物、今しかできないことを番組を通して挑戦して行く。また、数名のメンバーが「盛りあガール」として出演して、わがままセンターのメンバーを全力で盛り上げていく。
このシーズンでは、それまでのシリーズと趣向や内容が異なり、従来のスタジオ形式で多数のメンバーが出演する形式ではなく、乃木坂46のメンバーは1放送回ごとに4名ずつ出演した。そのため出演人数も減少し、1期生の桜井玲香、能條愛未、樋口日奈、2期生の伊藤かりん、伊藤純奈、北野日奈子、佐々木琴子、鈴木絢音、寺田蘭世、山崎怜奈、3期生の久保史緒里、中村麗乃、吉田綾乃クリスティーの計13名は一度も出演がないなど、メンバー間の出演回数の格差に対して一部の乃木坂46のファンからは批判が出ていた。
当シーズン以降は『NOGIBINGO!』シリーズとして新たなシリーズの放送はなく、現時点では当シーズンがシリーズ最終作となっている。イジリー岡田は「終わったわけではなく、あくまで充電期間である」と発言するなど、完全に番組が終了したわけではない旨の見解を示している。

### 出演者
レギュラー
- MC
  - イジリー岡田[89]
- 乃木坂46（太字表記されているメンバーはオープニング映像に個別として登場）[89]
  - 1期生：秋元真夏、生田絵梨花、井上小百合、衛藤美彩、川後陽菜、齋藤飛鳥、斉藤優里、白石麻衣、高山一実、中田花奈、西野七瀬、星野みなみ、松村沙友理、若月佑美、和田まあや
  - 2期生：新内眞衣、堀未央奈、渡辺みり愛
  - 3期生：伊藤理々杏、岩本蓮加、梅澤美波、大園桃子、阪口珠美、佐藤楓、向井葉月、山下美月、与田祐希

ゲスト
- 河西大輔（ウエストリバーオートキャンプ場釣り指導員） - 第1回「秋元真夏、大自然をガマンしません!」釣り指導。
- 霜村博文（シェトランドポニー・オーナー） - 第2回「与田祐希、シェトランドポニーをガマンしません!」ポニー飼育・乗馬指導。
- 桐戸美佳（日本大学歯学部学生） - 第3回「星野みなみ、青春の学園祭をガマンしません!」桜歯祭実行委員長。
- 石田湧大・雅彦・和幸、弘美（さつまいもの石田農園） - 第5回「生田絵梨花、イモをガマン我慢しない!」さつまいも掘り指導ならびにさつまいも料理調理。
- 工藤敏之（エグゼクティブシェフ） - 第6回「高山一実、フォアグラ・トリュフをガマンしない!」シェフ。
- 石原元気、横野剛（コンシェルジュ） - 第7回「齋藤飛鳥、一人暮らしオシャレ家電をガマンしない!」蔦屋家電 スタッフ。
- 馬場章大（東京動物専門学校先生） - 第8回「堀未央奈、モンキーをガマンしません!」東京動物専門学校教員。
- 篠塚雅弘（江東湾岸サテライトナーサリースクール テニスの森キャンパス先生）- 第9回「白石麻衣、子どもをガマンしません!」に出演。
- 尾川とも子（ボルダリングジムグラニー 東上野店先生）、山田貴弘（焼肉BEAST 店長）- 第10回「松村沙友理、肉ダリングをガマンしません!」に出演。
- 森山莉那（とり鉄 西葛西店 店長）、林伸吉（アトリエ シャテーニュ）- 第11回「西野七瀬、西葛西をガマンしません!」に出演。

### 放送時間
| 放送期間         | 放送日時                         | 放送局       | 対象地域       | 備考       |
| ---------------- | -------------------------------- | ------------ | -------------- | ---------- |
| 2018年10月9日 -  | 火曜日 1:29 - 1:59（月曜日深夜） | 日本テレビ   | 関東広域圏     | 制作局     |
| 2018年10月23日 - | 火曜日 2:05 - 2:35（月曜日深夜） | 日本海テレビ | 鳥取県・島根県 | 遅れネット |

### 放送日程
| 回 | 放送日         | 放送内容                                        | わがままセンター | 盛りあガール                       | 乃木坂○○ちゃんねる                                      |
| -- | -------------- | ----------------------------------------------- | ---------------- | ---------------------------------- | ------------------------------------------------------- |
| 1  | 2018年 10月9日 | 秋元真夏、大自然をガマンしません!               | 秋元真夏         | 大園桃子、新内眞衣、和田まあや     | 秋元真夏ちゃんねる 大園桃子、新内眞衣、和田まあや       |
| 2  | 10月16日       | 与田祐希、シェトランドポニーをガマンしません!   | 与田祐希         | 衛藤美彩、斉藤優里、阪口珠美       | 与田祐希ちゃんねる 衛藤美彩、斉藤優里、阪口珠美         |
| 3  | 10月23日       | 星野みなみ、青春の学園祭をガマンしません!       | 星野みなみ       | 生田絵梨花、岩本蓮加、梅澤美波     | 星野みなみちゃんねる 生田絵梨花、岩本蓮加、梅澤美波     |
| 4  | 10月30日       | 若月佑美、インスタ映えをガマンしません!         | 若月佑美         | 井上小百合、高山一実、山下美月     | 若月佑美ちゃんねる 井上小百合、高山一実、山下美月       |
| 5  | 11月6日        | 生田絵梨花、イモをガマンしない!                 | 生田絵梨花       | 伊藤理々杏、松村沙友理、渡辺みり愛 | 生田絵梨花ちゃんねる 伊藤理々杏、松村沙友理、渡辺みり愛 |
| 6  | 11月13日       | 高山一実、フォアグラ・トリュフをガマンしない!   | 高山一実         | 川後陽菜、佐藤楓、向井葉月         | 高山一実ちゃんねる 川後陽菜、佐藤楓、向井葉月           |
| 7  | 11月20日       | 齋藤飛鳥、一人暮らしオシャレ家電をガマンしない! | 齋藤飛鳥         | 秋元真夏、大園桃子、佐藤楓         | 齋藤飛鳥ちゃんねる 秋元真夏、大園桃子、佐藤楓           |
| 8  | 11月27日       | 堀未央奈、モンキーをガマンしません!             | 堀未央奈         | 中田花奈、渡辺みり愛、岩本蓮加     | 堀未央奈ちゃんねる 中田花奈、渡辺みり愛、岩本蓮加       |
| 9  | 12月4日        | 白石麻衣、子どもをガマンしません!               | 白石麻衣         | 斉藤優里、大園桃子、向井葉月       | 白石麻衣ちゃんねる 斉藤優里、大園桃子                   |
| 10 | 12月11日       | 松村沙友理、肉ダリングをガマンしません!         | 松村沙友理       | 新内眞衣、向井葉月、伊藤理々杏     | 松村沙友理ちゃんねる 新内眞衣、向井葉月、伊藤理々杏     |
| 11 | 12月18日       | 西野七瀬、西葛西をガマンしません!               | 西野七瀬         | 井上小百合、斉藤優里、和田まあや   | 西野七瀬ちゃんねる 井上小百合、斉藤優里、和田まあや     |

### スタッフ
- 企画プロデュース：秋元康[89]
- ナレーター：中野謙吾（日本テレビアナウンサー）[102]
- 構成：松林健、平出尚人、平川達矢[102]
- カメラ：羽田廣宣[102]
- 美術プロデューサー：栗原和也、大川朋子[102]
- デザイン：北村春美[102]
- 衣装：栗田佐智子[102]
- 美術協力：日テレアート[102]
- 編集：川尻一弘（イカロス）[102]
- MA：田倉学（イカロス）[102]
- 音効：伊藤匡祐（Thee BULE BEAT）[102]
- TK：山沢啓子[102]
- CG：斉藤良浩[102]
- 企画協力：窪田康志（AKS）、佐野裕一（田辺音楽出版）[102]
- 製作委員会：切田美伸、山王丸和恵、土岐洋久、山崎隼、内藤ひとみ、柴田千津子、中村好佑[102]
- AP：入江将也、東野真有[102]
- デスク：当田駒子[102]
- AD：荒井悠希、波多野詩織、藤田博行[102]
- ディレクター：萩原博喜、杉田心平[102]
- 演出：渡邊政次[89]
- コンテンツプロデューサー：毛利忍、植野浩之[89]
- プロデューサー：大友有一、井原亮子、柴田雅美、日下潤[89]
- チーフプロデューサー：納富隆治[89]
- 制作協力：acro、えすと[89]
- 企画制作：日本テレビ[89]
- 製作著作：「NOGIBINGO!10」製作委員会[89]

## 主題歌・挿入歌
NOGIBINGO! オープニングテーマ
- 乃木坂46「ガールズルール」[103]

NOGIBINGO!2 エンディングテーマ
- 乃木坂46「バレッタ」（2014年1月11日 - 1月25日、2月8日 - 3月22日）[8]
- 乃木坂46「ガールズルール」（2014年2月1日）[8]
- B'z「ultra soul」（イジリー岡田）（2014年3月29日）[注 16]

NOGIBINGO!3 オープニングテーマ
- 乃木坂46「何度目の青空か?」（2014年10月7日 - 12月23日）[21]

## 関連商品
| リリース日     | タイトル                 | レーベル | 規格品番   | 形態   | 封入特典 | 収録映像 |
| -------------- | ------------------------ | -------- | ---------- | ------ | --- | --- |
| 2014年3月4日   | NOGIBINGO! DVD-BOX       | vap      | VPBF-10975 | 初回版 | オリジナル・ポストカードフォルダ、ブックレット（12頁）、選抜メンバーステッカー、乃木坂ポストカード（番組ポスター1枚、選抜メンバー2枚） | 全放送+放送未公開映像、未公開映像、メイキングシーン、NOGIBINGO! 反省会 |
| 2014年3月4日   | NOGIBINGO! DVD-BOX       | vap      | VPBF-10976 | 通常版 | ブックレット（12頁） | 全放送+放送未公開映像、未公開映像、メイキングシーン、NOGIBINGO! 反省会 |
| 2014年9月12日  | NOGIBINGO!2 DVD-BOX      | vap      | VPBF-29901 | 初回版 | プクプクシールセット、ブックレット（12頁）、乃木坂ポストカード（番組ポスター1枚、選抜メンバー2枚）                                     | 全放送、未公開映像、メイキングシーン、NOGIBINGO!2 反省会 |
| 2014年9月12日  | NOGIBINGO!2 DVD-BOX      | vap      | VPBF-29902 | 通常版 | ブックレット（12頁） | 全放送、未公開映像、メイキングシーン、NOGIBINGO!2 反省会 |
| 2015年4月24日  | NOGIBINGO!3 DVD-BOX      | vap      | VPBF-29925 | 初回版 | オリジナルブックレット、ポストカード（3枚）                                                                                            | 全放送、未公開映像、メイキングシーン、メンバーとの様々なシチュエーションを疑似体験出来る「乃木坂46と。」（秋元真夏・桜井玲香・白石麻衣・高山一実・西野七瀬・橋本奈々未・深川麻衣） |
| 2015年4月24日  | NOGIBINGO!3 Blu-ray BOX  | vap      | VPBF-72963 | 通常版 | オリジナルブックレット、ポストカード（3枚）、NOGI ROOM オリジナルブックレット                                                          | 全放送、未公開映像、メイキングシーン、メンバーとの様々なシチュエーションを疑似体験出来る「乃木坂46と。」（秋元真夏・桜井玲香・白石麻衣・高山一実・西野七瀬・橋本奈々未・深川麻衣）、「NOGI ROOM 〜乃木坂46がパジャマで女子トーク〜」完全版 全12回                                          |
| 2015年10月16日 | NOGIBINGO!4 DVD-BOX      | vap      | VPBF-29936 | 初回版 | フォトブックレット、ポストカード（3枚）、オムライス戦士・堤多麻子フィギュアレプリカ抽選応募葉書                                        | 全放送、メイキング映像、未公開映像、メンバー同士で撮影!「NOGIカメラ」、2期生だけでぶっちゃけトーク「NIKIBINGO!」、乃木坂ヒーローソング披露 |
| 2015年10月16日 | NOGIBINGO!4 Blu-ray BOX  | vap      | VPXF-72973 | 通常版 | フォトブックレット、ポストカード（3枚）、オムライス戦士・堤多麻子フィギュアレプリカ抽選応募葉書                                        | 全放送、メイキング映像、未公開映像、メンバー同士で撮影!「NOGIカメラ」、2期生だけでぶっちゃけトーク「NIKIBINGO!」、乃木坂ヒーローソング披露!、「NOGI ROOM 〜乃木坂46がパジャマで女子トーク〜」完全版 全12回                                                                                 |
| 2016年2月19日  | NOGIBINGO!5 DVD-BOX      | vap      | VPBF-29950 | 初回版 | フォトブックレット（36頁）、ポストカード（3枚）                                                                                        | 全放送、メイキング映像、未公開映像、メンバー同士で撮影!「NOGIカメラ」、「NOGIBINGO!5」のオリジナルグッズを作ろう!、妄想リクエスト予選会、深川麻衣のひな壇での様子をカメラが追い続けた記録映像「深川さん。」                                                                                |
| 2016年2月19日  | NOGIBINGO!5 Blu-ray BOX  | vap      | VPXF-72987 | 通常版 | フォトブックレット（36頁）、ポストカード（3枚）、NOGI ROOM オリジナルブックレット                                                      | 全放送、メイキング映像、未公開映像、メンバー同士で撮影!「NOGIカメラ」、「NOGIBINGO!5」のオリジナルグッズを作ろう!、妄想リクエスト予選会、深川麻衣のひな壇での様子をカメラが追い続けた記録映像「深川さん。」、「NOGI ROOM 〜乃木坂46がパジャマで女子トーク〜」完全版 全12回、未公開トーク集 |
| 2016年9月30日  | NOGIBINGO!6 DVD-BOX      | vap      | VPBF-14531 | 初回版 | フォトブックレット（36頁）、ポストカード3枚（全18種）、抽選応募葉書（サイン入りチェキ20種、サイン入り番組ポスター）                    | 全放送、メイキング映像、未公開映像、メンバー同士で撮影!「NOGIカメラ」、乃木坂46 腕相撲決定戦!、深川麻衣 最初で最後のメンバー握手会 完全版 |
| 2016年9月30日  | NOGIBINGO!6 Blu-ray BOX  | vap      | VPXF-71466 | 通常版 | フォトブックレット（36頁）、ポストカード3枚（全18種）、抽選応募葉書（サイン入りチェキ20種、サイン入り番組ポスター）                    | 全放送、メイキング映像、未公開映像、メンバー同士で撮影!「NOGIカメラ」、乃木坂46 腕相撲決定戦!、深川麻衣 最初で最後のメンバー握手会 完全版、「NOGI ROOM 〜乃木坂46がパジャマで女子トーク〜」完全版（全12回）、未公開トーク集                                                                |
| 2017年8月4日   | NOGIBINGO!7 DVD-BOX      | vap      | VPBF-14608 | 初回版 | フォトブックレット（36頁）、ポストカード3枚、抽選応募葉書（サイン入りチェキ40種）                                                      | 全放送、メイキング映像、未公開映像、メンバー同士で撮影!「NOGIカメラ」、「NOGIBINGO!7」クリスマスパーティー! |
| 2017年8月4日   | NOGIBINGO!7 Blu-ray BOX  | vap      | VPXF-71529 | 通常版 | フォトブックレット（36頁）、ポストカード3枚、抽選応募葉書（サイン入りチェキ40種）                                                      | 全放送、メイキング映像、未公開映像、メンバー同士で撮影!「NOGIカメラ」、「NOGIBINGO!7」クリスマスパーティー!、「NOGI ROOM 〜乃木坂46がパジャマで女子トーク〜」完全版（全12回） |
| 2018年3月16日  | NOGIBINGO!8 DVD-BOX      | vap      | VPBF-14682 | 初回版 | フォトブックレット（36頁）、ポストカード3枚、抽選応募葉書（サイン入りチェキ50種）                                                      | 全放送、メイキング映像、3期生初挑戦!青春妄想リクエストメイキング、青春チアダンス完全版、メンバー同士で撮影!「NOGIカメラ」、「NOGIBINGO!8」打ち上げパーティー! |
| 2018年3月16日  | NOGIBINGO!8 Blu-ray BOX  | vap      | VPXF-71584 | 通常版 | フォトブックレット（36頁）、ポストカード3枚、抽選応募葉書（サイン入りチェキ50種）                                                      | 全放送、メイキング映像、3期生初挑戦!青春妄想リクエストメイキング、青春チアダンス完全版、メンバー同士で撮影!「NOGIカメラ」、「NOGIBINGO!8」打ち上げパーティー!、「NOGI ROOM 〜乃木坂46がパジャマで女子トーク〜」完全版（全11回）                                                            |
| 2018年10月19日 | NOGIBINGO!9 DVD-BOX      | vap      | VPBF-14739 | 初回版 | フォトブックレット、ポストカード3枚（全20類）、抽選応募葉書（サイン入りチェキ61種）                                                    | 全放送、メイキング映像、未公開映像、メンバー同士で撮影!「NOGIカメラ」、乃木坂移動中 |
| 2018年10月19日 | NOGIBINGO!9 Blu-ray BOX  | vap      | VPXF-71634 | 通常版 | フォトブックレット、ポストカード3枚（全20類）、抽選応募葉書（サイン入りチェキ61種）                                                    | 全放送、メイキング映像、未公開映像、メンバー同士で撮影!「NOGIカメラ」、乃木坂移動中、「NOGI ROOM 〜乃木坂46がパジャマで女子トーク〜」完全版（全11回） |
| 2019年10月25日 | NOGIBINGO!10 DVD-BOX     | vap      | VPBF-14875 | 初回版 | フォトブックレット、ポストカード3枚（全11類）                                                                                          | 全放送、密着！メイキング映像、未公開映像 |
| 2019年10月25日 | NOGIBINGO!10 Blu-ray BOX | vap      | VPXF-71766 | 通常版 | フォトブックレット、ポストカード3枚（全11類）                                                                                          | 全放送、密着！メイキング映像、未公開映像、「乃木坂〇〇ちゃんねる」完全版（全11回） |
| 2021年3月12日  | NOGIBINGO! Blu-ray BOX   | vap      | VPBF-71845 | 通常版 | フォトブックレット、オリジナル生写真ランダム3種封入（番組ポストカード1類、選抜メンバーランダム2種                                      | 全放送、未公開シーン、メイキング映像、NOGIBINGO!反省会、未公開#12「国民的アイドルに成長できるのか!?」） |
| 2021年3月12日  | NOGIBINGO!2 Blu-ray BOX  | vap      | VPBF-71846 | 通常版 | フォトブックレット、オリジナル生写真ランダム3種封入（番組ポストカード1類、選抜メンバーランダム2種）                                    | 全放送、未公開シーン、メイキング映像、NOGIBINGO!2反省会 |

## その他
白石麻衣が2020年10月28日に乃木坂46を卒業するのを記念し、これまで放送された『NOGIBINGO!』シリーズの中から白石のコンテンツを厳選した『NOGIBINGO! スペシャルエディション』が同月19日からHuluで配信された。